# Вараб
Вараб (англ. Warrap, Warab) — одна из 12 провинций (англ. state — «штат») Южного Судана. 2 октября 2015 года штат был разделён на штаты Гогриал, Твик (штат) и Тонж. Был восстановлен мирным соглашением, подписанным 22 февраля 2020 года.
- Территория 31 027 км².
- Население 972 928 человек (на 2008 год).

Административный центр — город Кваджок.
С 2010 по 2015 год губернатором штата являлась Ньянденг Малек Делих, ставшая первой женщиной в Южной Судане, занявшей такую должность.

## Административное деление

- Восточный Гогриаль[англ.]
- Западный Гогриаль[англ.]
- Восточный Тондж[англ.]
- Северный Тондж[англ.]
- Южный Тондж[англ.]
- Твик (округ)[англ.]